# Jableh
Jableh (Arabisch جبلة) is een stad in Syrië in het Latakia gouvernement. Jableh ligt aan de kust van de Middellandse Zee en heeft ongeveer 80.000 inwoners.

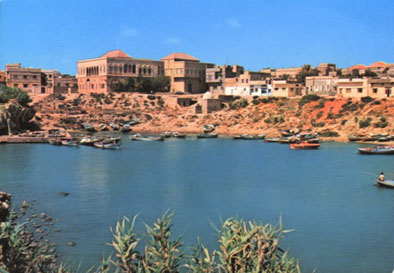
Skyline van Jableh

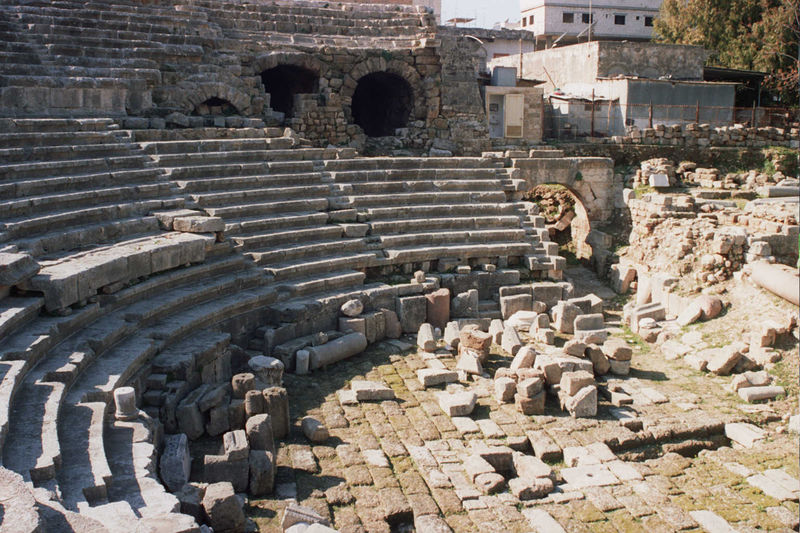
Het Romeinse theater

 De stad ligt 25 kilometer ten zuiden van Latakia, waar de dichtstbijzijnde internationale luchthaven ligt. De dichtstbijzijnde stad ten zuiden is Baniyas op ongeveer op 25 kilometer afstand. In Jableh staat een Romeins theater voor 8000 toeschouwers. Het podium is bijna volledig verwoest. Jableh werd in de Oudheid Gabala genoemd, ook wel Gabala in Syria; het was de bisschopszetel van het bisdom Gabala in Syria. 

## Geboren
- 1881/82 Izz ad-Din al-Qassam, Arabisch guerrilla-leider, rondtrekkend imam